# 로버트 숀 레너드
로버트 숀 레너드(Robert Sean Leonard, 1969년 2월 28일 ~ )는 미국의 배우이다. 미국의 드라마 《하우스》에서 제임스 윌슨을 연기하기 전 1989년 영화 《죽은 시인의 사회》의 주연 닐 페리로 이름을 알렸다.
휴 로리와 가까운 친구사이이며 콜럼비아 대학교에서 만난 개브리엘라 샐릭과 약혼했다. 샐릭과 뉴욕주에서 살고 있다. 세 차례 (1993년, 2001년과 2003년) 토니상 후보였는데 2001년 《사랑의 발명》에서 연기했던 A.E. 하우즈먼역으로 처음 수상했다.

## 출연 작품
- 드리븐
- 죽은 시인의 사회